# Pumpava

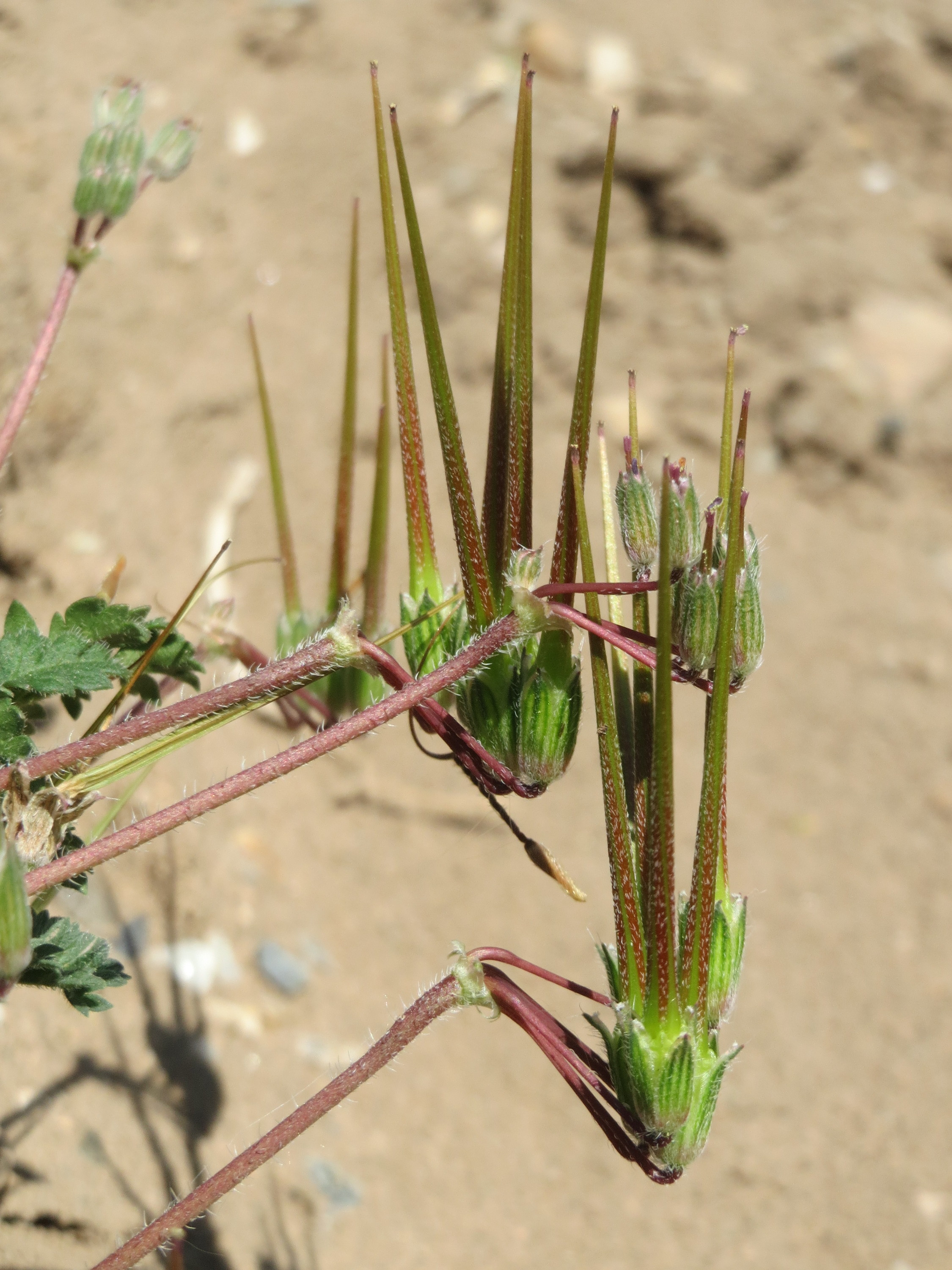
Plody pumpavy obecné

Pumpava (Erodium) je rod rostlin z čeledi kakostovité. Jsou to jednoleté až vytrvalé byliny s jednoduchými, většinou zpeřeně členěnými listy a pětičetnými květy. Plody jsou rozpadavé na 5 jednosemenných plůdků opatřených spirálovitou paosinou. Rod zahrnuje asi 80 druhů a je rozšířen na všech kontinentech. Centrum druhové diverzity je ve Středomoří. V České republice roste trvale jediný druh, pumpava obecná, některé další druhy jsou zřídka zavlékány ze Středomoří. Pumpavy mají zajímavá specializovaná přizpůsobení při šíření semen. Hospodářský význam těchto rostlin není velký, některé druhy se pěstují jako delikátní skalničky.

## Popis
Pumpavy jsou jednoleté, dvouleté nebo vytrvalé, jednodomé nebo dvoudomé byliny s jednoduchými listy s palisty a přímou, vystoupavou nebo poléhavou lodyhou. Přízemní listy jsou nejčastěji uspořádány do listové růžice. Lodyžní listy mohou být vstřícné nebo střídavé. Čepele listů jsou nejčastěji zpeřeně členěné, řidčeji celistvé. Květy jsou pravidelné nebo lehce dvoustranně souměrné, pětičetné, uspořádané v úžlabních nebo vrcholových vrcholičnatých, stopkatých květenstvích, obvykle připomínajících okolík. Stopka květu po odkvětu mění své postavení vůči ostatním květům a stopce květenství. Kalich i koruna jsou složeny z 5 volných lístků. Koruna je nejčastěji červená, růžová nebo modrofialová, řidčeji bílá nebo nažloutlá. Horní 2 korunní lístky jsou nezřídka tvarem, barvou a velikostí odlišné od ostatních. Mezi korunními lístky jsou přítomna přisedlá nektária. Tyčinek je 5 a střídají se s 5 sterilními staminodii bez prašníků, někdy redukovanými jen na šupiny. Semeník je srostlý z 5 plodolistů, obsahuje 5 komůrek a vyrůstá z prodlouženého květního lůžka. V každé komůrce je po 2 vajíčkách. Čnělka je zřetelně pětiklaná. Plod je dlouze zobanitý, poltivý (schizokarp), rozpadající se na 5 jednosemenných plůdků. Plůdky nesou nápadnou, spirálně stočenou paosinu pokrytou štětinami. Semena jsou elipsoidní, s hladkým nebo skulpturovaným povrchem.

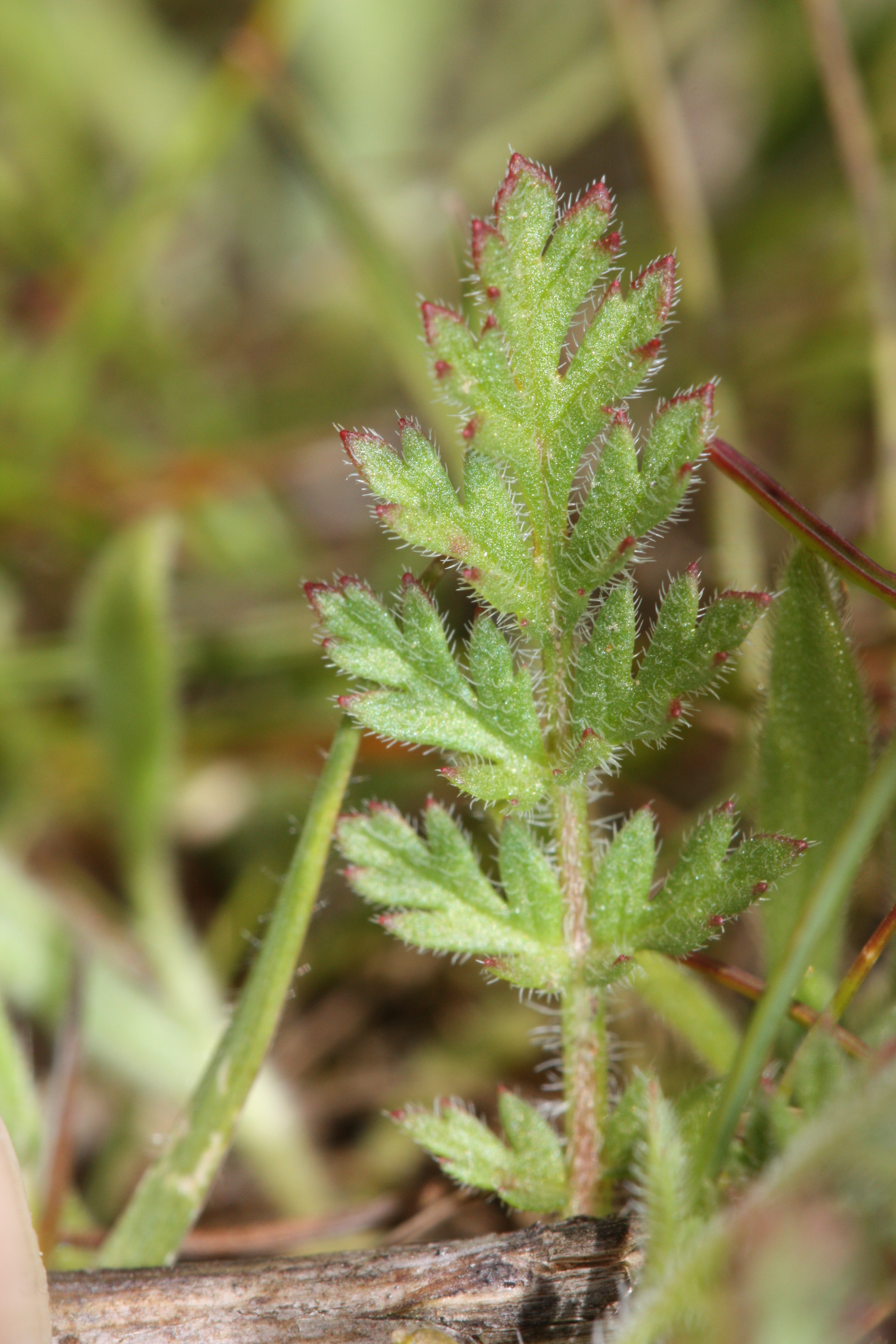
List pumpavy obecné
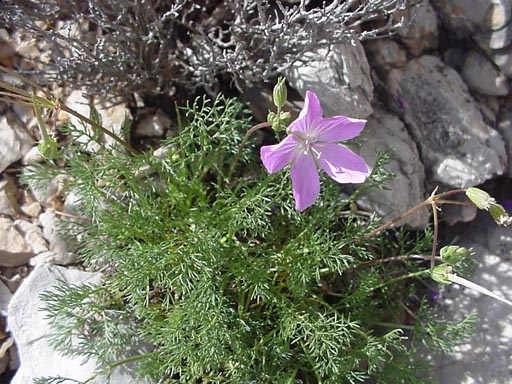
Druh E. rodiei s jemně členěnými listy
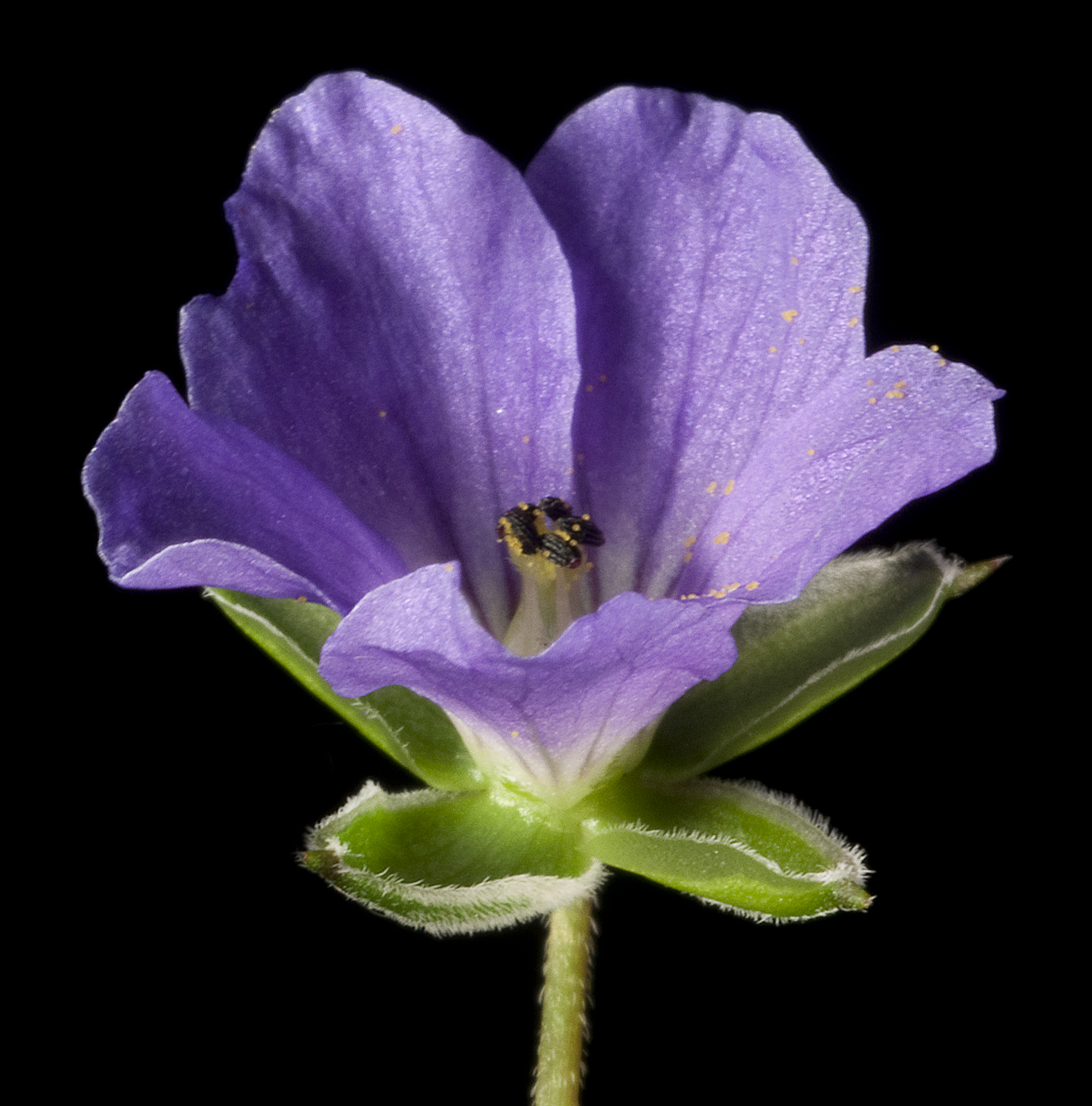
Detail květu E. cygnorum
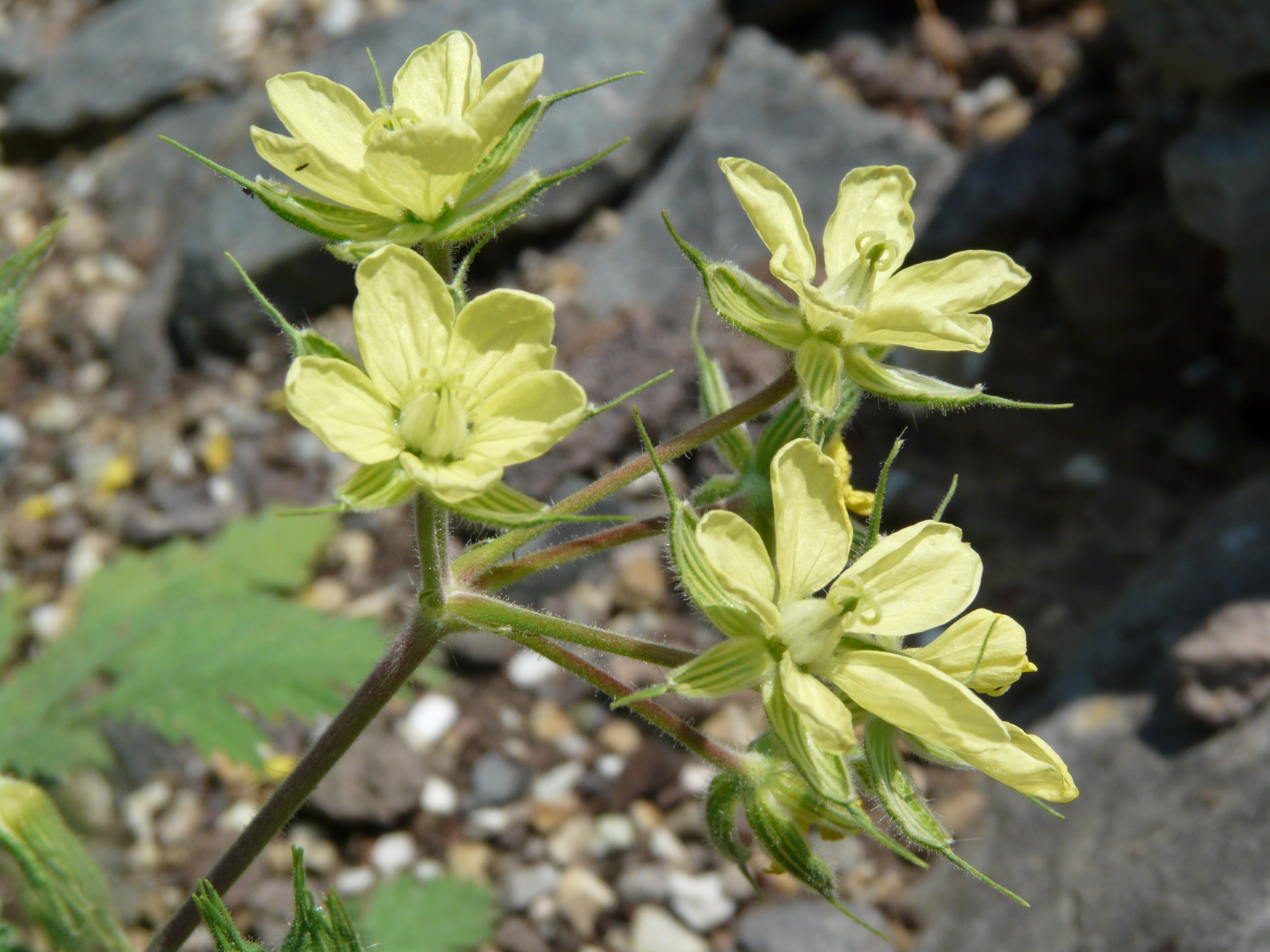
Žlutokvětý druh E. hartvigianum

## Rozšíření
Rod pumpava zahrnuje asi 80 druhů. Je rozšířen na všech kontinentech, zejména v oblastech s mediteránním klimatem. Centrum druhové diverzity je ve Středomoří, kde také roste v jednotlivých pohořích celá řada endemitů.
V České republice se stabilně vyskytuje jediný druh, pumpava obecná. Roste roztroušeně až hojně na světlých stanovištích od nížin do podhůří. Některé další druhy bývají zřídka zavlékány ze Středomoří, případně zplaňují z kultury: pumpava jeřábí (Erodium gruinum), pumpava malokvětá (E. neuradifolium), pumpava pižmová (E. moschatum) a pumpava zobanitá (E. botrys).
Některé evropské druhy byly zavlečeny i do jiných oblastí světa, např. do Asie, do hor a jižních oblastí Jižní Ameriky či do jižní Austrálie.

## Ekologické interakce
U pumpav jsou známa zajímavá přizpůsobení k šíření semen, představující kombinaci vystřelovacího mechanismu a hygroskopických pohybů. Na vrcholu plodů se z prodloužené, vytrvalé, dřevnatějící čnělky formuje zoban, který se za zralosti štěpí na 5 paosin. Tyto paosiny se při rozpadu plodu prudce svinují a jsou společně s připojeným semenem vystřeleny do blízkého okolí, řádově do vzdálenosti 30 cm až 1 metru. Paosina u druhů z podrodu Erodium má na vnitřní straně dlouhá vlákna a plůdky mohou být dále šířeny větrem, u druhů z podrodu Barbatum jsou na paosině tuhá vlákna, jimiž se plůdky přichycují na srsti zvířat. Paosina je silně hygroskopická. Za sucha je svinutá do spirály, zatímco ve vlhkém prostředí se narovnává. Při střídavé vlhkosti tak dochází k pohybům, jimiž se plůdek posunuje po povrchu půdy. Tyto pohyby se uskutečňují řádově v časovém rozmezí od 20 minut u drobnosemenných druhů až po 2 hodiny u druhů s robustnějšími semeny, přičemž semeno se po jednom navlhčení posune řádově o 1 až 3 cm. Na vhodném místě se plůdek zachytí v půdním povrchu a vlivem spirálovitých pohybů se postupně zavrtává do země. Toto přizpůsobení má řadu výhod. Semena se tak chrání před hlodavci a mravenci, kteří je vyhledávají jako potravu. V mediteránním klimatu také lokalizace pod povrchem půdy zabraňuje vyklíčení semen po náhodném letním dešti, který bývá následován delším obdobím sucha. Navíc je prodlužována dormance semen, kterou zkracuje zejména vystavení vysokým a střídavým teplotám. Semena pak ve zvýšené míře klíčí např. při narušení půdního povrchu nějakou disturbancí, což souvisí s častým výskytem pumpav na narušených stanovištích. Také míra přežití semenáčků je u semen klíčících pod půdním povrchem vyšší než u semen spočívajících na povrchu.
U jednoletého kalifornského druhu Erodium brachycarpum je známo, že vytváří semena ve 2 velikostech. Menší semena jsou schopna klíčit bezprostředně, zatímco větší mají prodlouženou dormanci.

## Ohrožení a ochrana
Některé endemické druhy jsou řazeny mezi kriticky ohrožené rostliny. Mezi nejohroženější druhy náleží Erodium astragaloides, jehož stávající populace na severozápadě španělského pohoří Sierra Nevada se rozkládá na ploše pouze 1 km2, a rovněž Erodium hendrikii ze sz. Anatolie.

## Taxonomie
Rod Erodium je členěn na 2 podrody, Erodium a Barbatum. Pumpavy lze od příbuzného rodu kakost rozeznat podle počtu fertilních tyčinek (5 u pupavy, 10 u kakostu) a většinou také podle zpeřeně členěných listů.

## Zástupci
- pumpava čapí (Erodium ciconium)
- pumpava jeřábí (Erodium gruinum)
- pumpava malokvětá (Erodium neuradifolium)
- pumpava Neilreichova (Erodium neilreichii)
- pumpava obecná (Erodium cicutarium)
- pumpava pižmová (Erodium moschatum)
- pumpava slézovkovitá (Erodium malacoides)
- pumpava zobanitá (Erodium botrys)[1][9]

## Význam

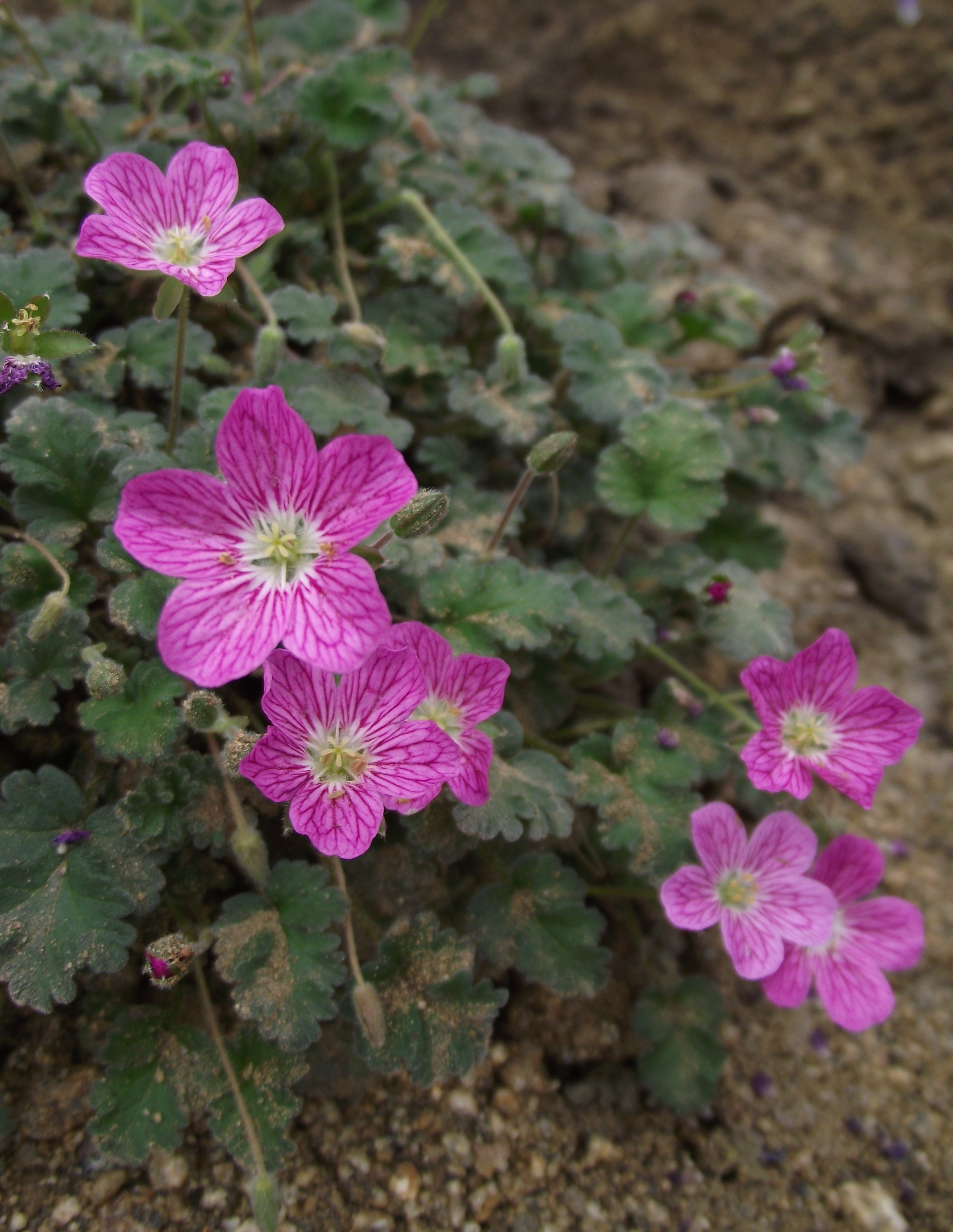
Erodium reichardii

Některé druhy pumpav jsou pěstovány jako ceněné skalničky. Jedná se vesměs o druhy pocházející z horských poloh ve Středomoří. Pěstuje se např. Erodium alpinum, E. cheilanthifolium, E. chrysanthum, E. corsicum, E. daucoides, E. petraeum, E. reichardii, E. rupestre, E. glandulosum, E. manescavi a E. reichardii. Byly též vypěstovány různé okrasné hybridy a kultivary.

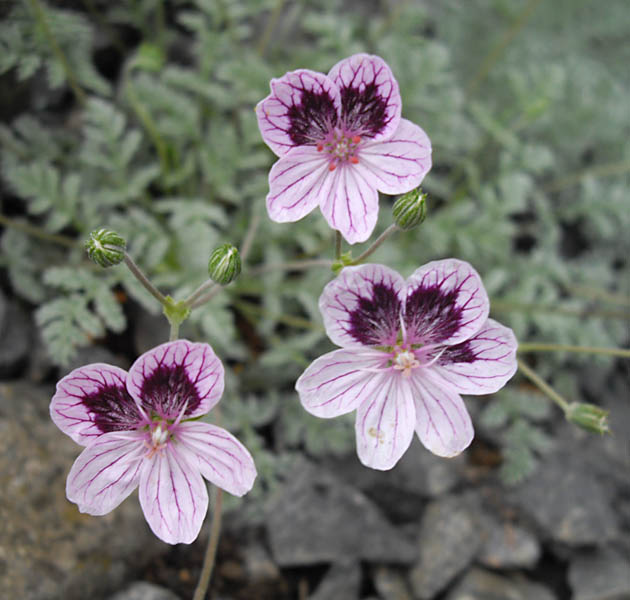
Erodium × kolbianum 'Natasha'
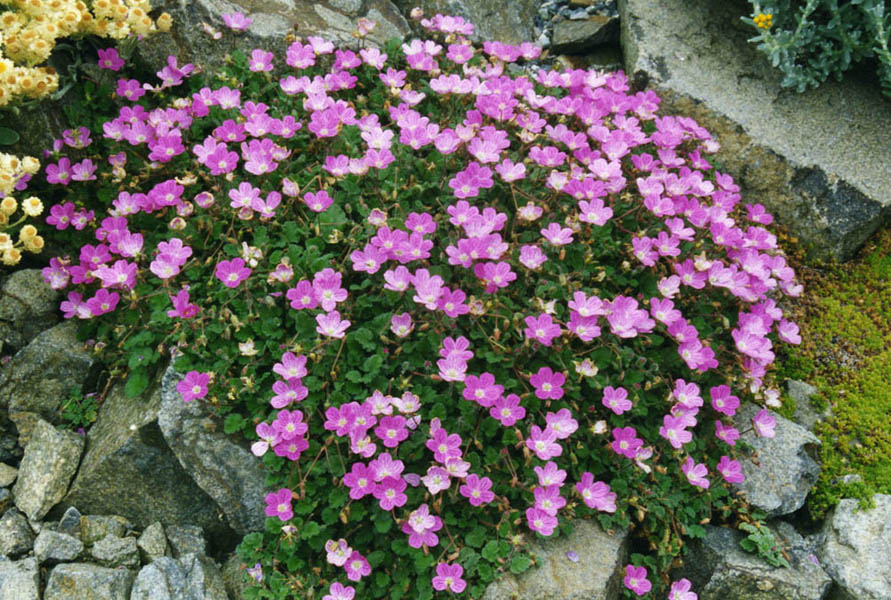
Erodium × variabile
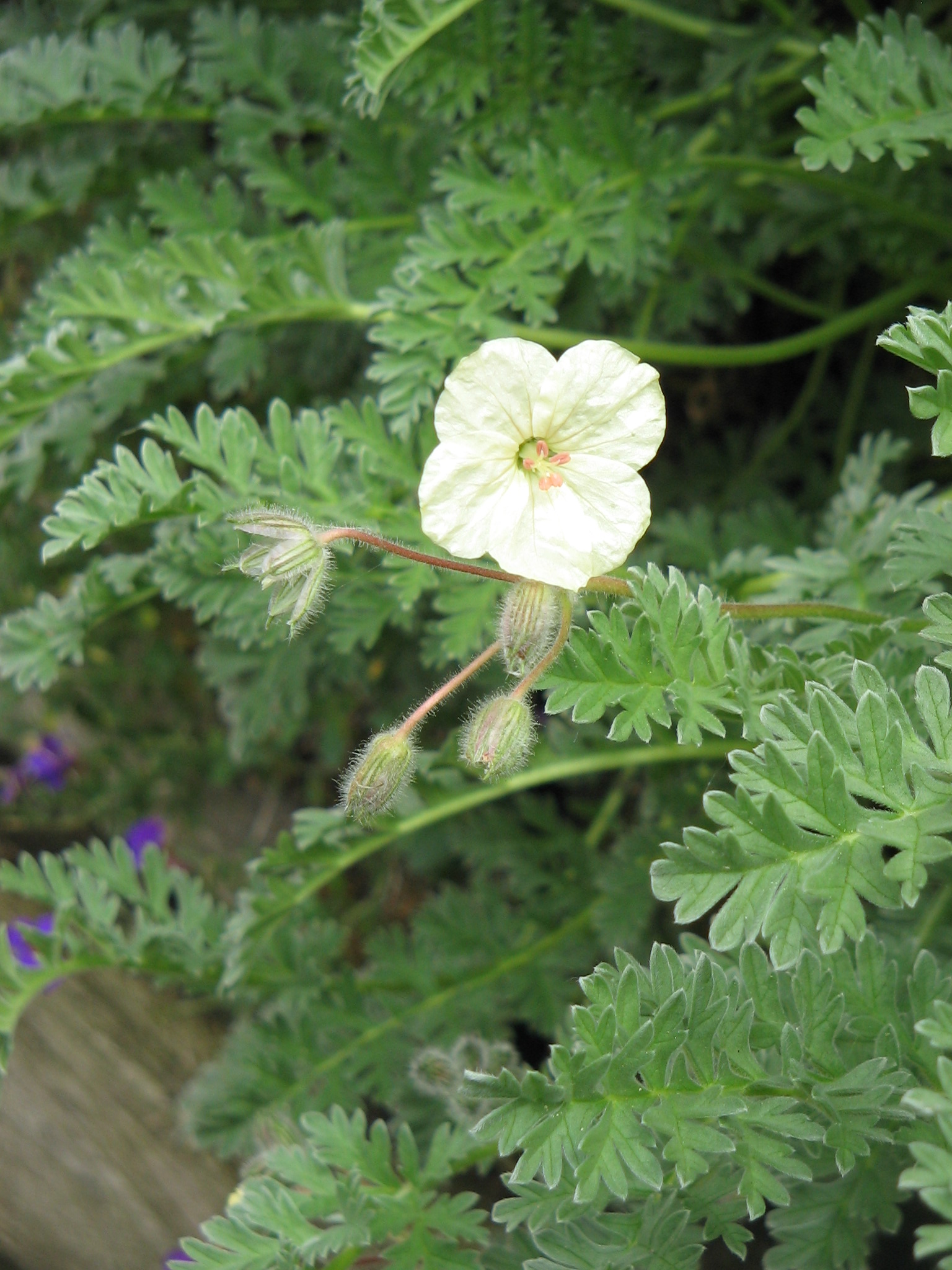
Erodium chrysanthum